# Мелендес, Луис
Луи́с Меле́ндес (исп. Luis Egidio Meléndez de Rivera Durazo y Santo Padre; 1716, Неаполь — 1780, Мадрид) — испанский живописец XVIII века, продолжатель лучших традиций мастеров испанского натюрморта.

## Отец
Отец Луиса, Франсиско Диас Ривера Мелендес (1682—1758), был художником-миниатюристом родом из Овьедо. Вместе с братом Мигелем Хасинто Мелендесом, тоже художником-потртетистом, они перебрались в Мадрид. Карьера Мигеля сложилась достаточно удачно: он поселился в столице, где впоследствии писал портреты королевской семьи. Франсиско же в 1699 году отправился в Италию и поселился в Неаполе, который в то время принадлежал испанской короне.
Франсиско Мелендес, несмотря на службу в испанской пехоте, не забывал искусство. Он женился на Марии Хосефе Дураццо и жил в Неаполе почти двадцать лет. В 1716 году Мария Хосефа родила мальчика, которого назвали Луисом. В 1717 году отец вместе с семьёй вернулся в Мадрид.

## Обучение

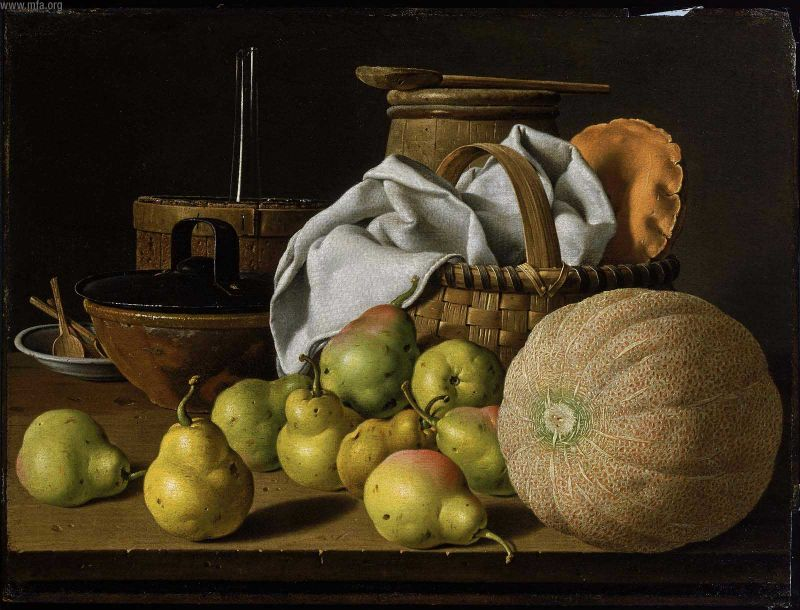
Натюрморт с грушами и дыней

Художественное образование Луис Мелендес получил в мастерской отца и в мастерской художника Луи Мишеля ван Лоо (1707—1771). После восшествия на испанский престол герцог Анжуйский сделал этого француза своим придворным художником. Довольно раскованная художественная манера ван Лоо с примесью модного рококо присутствует и в ранних произведениях Луиса Мелендеса. В 1737—1748 годах Луис Мелендес зачастую копировал портреты королевской семьи кисти ван Лоо для отправки ко дворам других европейских монархов.
В 1744 году в Мадриде основали Королевскую академию искусств Сан-Фернандо. В её руководство попали ван Лоо и Мелендес. Несмотря на господствующее в эпоху классицизма разделение жанров на высокие и низкие, руководство Королевской академии искусств Сан-Фернандо приветствовало создание испанскими художниками непрестижных во Франции натюрмортов.
К этому периоду относится и автопортрет Луиса Мелендеса с академическим рисунком натурщика в руке, созданный в 1746 году (ныне — Лувр, Париж). Из-за конфликтов в академии отец (Франсиско Мелендес) был лишён должности профессора. Академию в 1748 году был вынужден оставить и Луис Мелендес. Начался бедственный в финансовом плане период.

## Четыре года в Италии

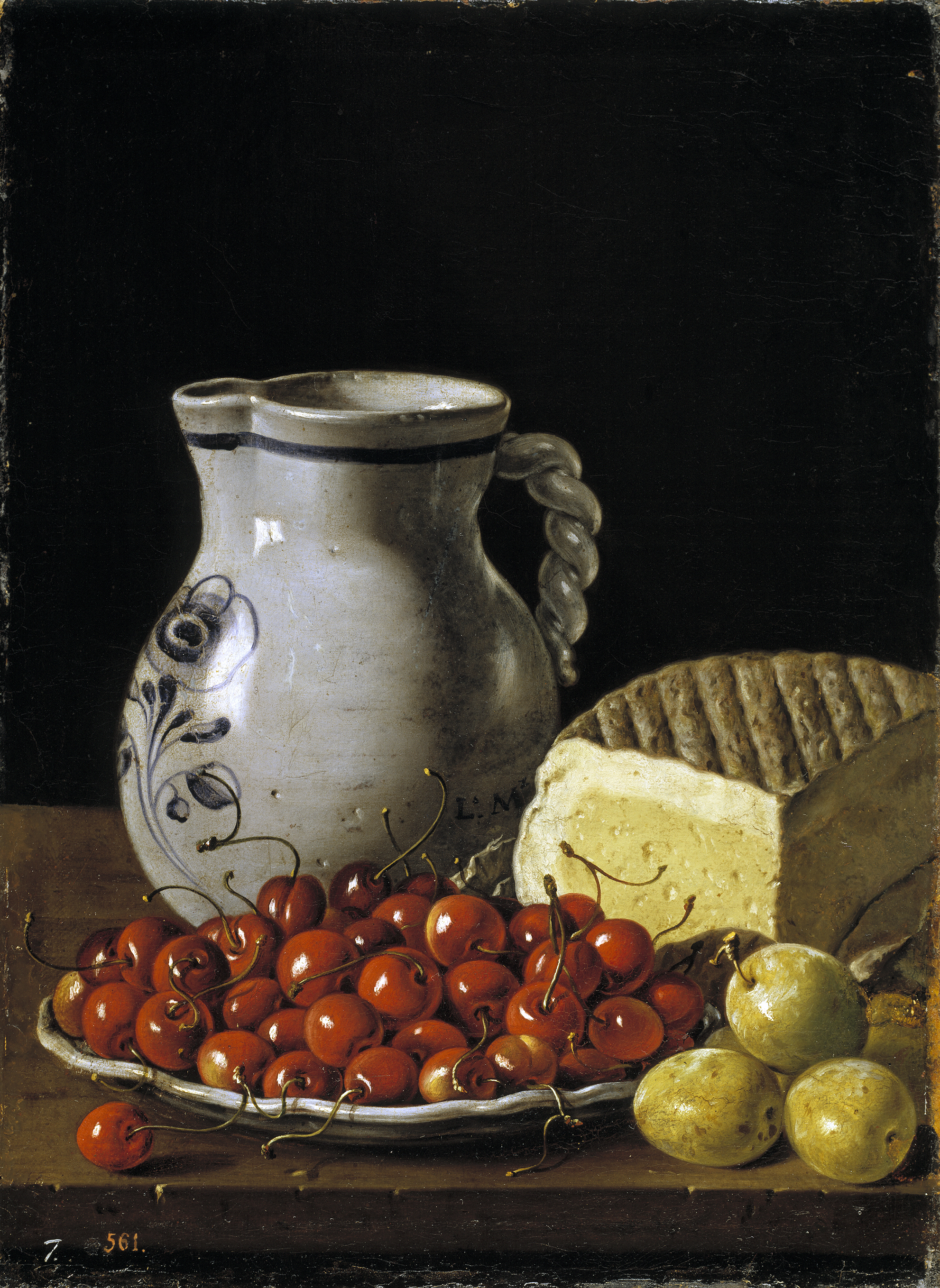
Натюрморт с черешней и сыром

Чтобы набраться художественного опыта, Луис Мелендес перебрался в Италию, где находился четыре года (1748—1752). В этот период в Мадриде произошёл пожар в королевском дворце. Сгорели древние рукописи и богослужебные книги королевской капеллы. Было приказано восстановить часть рукописей, и у художников в Мадриде появилось новое поле для приложения сил и способностей. Отец уговорил сына вернуться из Италии в Мадрид, чтобы принять участие в восстановлении рукописей и их миниатюр.

## Возвращение в Испанию
В 1753 году Луис Мелендес вернулся в Мадрид. Среди интересных работ художника — натюрморты с изображением растений и овощей Испании, созданные для принца Астурийского. Луис Мелендес создал сорок четыре натюрморта, большинство которых ныне — достояние музея Прадо. Благодаря этим произведениям он и вошёл в историю искусства Испании XVIII века.
Но карьера художника не задалась. В 1760 году он подал ходатайство на получение должности придворного художника Карла III, однако тот его отклонил. Художник не имел состоятельного покровителя и по-прежнему бедствовал.